# Miguel Bruna
Miguel Ángel Bruna Silva (Lo Espejo, 30 de enero de 1956) es un contador y político chileno. Ejerció como alcalde de la comuna de Lo Espejo desde 2012 hasta el 28 de junio de 2021. Fue además concejal de la misma comuna en dos períodos; 2004-2008 y 2008-2012.
Fue militante del Partido por la Democracia (PPD) hasta el año 2018, cuando un reportaje de Canal 24 Horas lo relacionó con distintas irregularidades en el municipio relacionadas con fraude al fisco, trabajadores fantasmas, y contratación de familiares.

## Biografía

### Primeros años y estudios
Nacido y criado en Lo Espejo, es hijo de Luis Antonio Bruna Lobos y Elena del Carmen Silva.
Cursó su enseñanza básica en la Escuela N.° 574 Bernardo O`Higgins para posteriormente realizar la educación media en el Liceo Comercial Nª 9 INSUCO. Posee un título profesional como Contador público.
Durante su adolescencia fue dirigente deportivo del club Real Plaza de la Población José María Caro en Lo Espejo.

### Vida personal
Es casado y padre de cuatro hijos.

## Trayectoria política
A los treinta y dos años ingresó a las Juventudes del Partido por la Democracia (PPD) cuando éste se había recién creado en 1988.
En las elecciones municipales de 2004 se postuló a la alcaldía de Lo Espejo, resultando concejal con el 15.77% de los votos.
En las elecciones de 2008 resultó reelecto concejal para la comuna de Lo Espejo obteniendo el 6.67% de los votos, concretando ocho años en el cargo.
Fue elegido alcalde de Lo Espejo en las elecciones municipales de 2012 con el 52.32% de los votos. Se mantuvo en el cargo hasta 2016, fecha en la que en las elecciones de ese año resultó reelecto alcalde con el 48.35% de los votos.
El año 2018 un reportaje de TVN denunció irregularidades en la gestión de Bruna, como contratos fantasmas y honorarios injustificados. Esto lo llevó a congelar su militancia en el PPD junto a su hija, Camila Bruna y el administrador municipal de Lo Espejo quien supuestamente también estaría implicada en los hechos. Finalmente la denuncia sería confirmada por Contraloría el año 2020.
En 2019 sería acusado de encubrir un caso de abuso sexual al interior de la municipalidad, comprometiéndose a denunciar el caso en tribunales.
Durante las Elecciones Municipales de 2021, 6 adherentes de Miguel Bruna agredieron a uno de los candidatos a la alcaldía, José Silva junto a su pareja, acorralados por dos vehículos en Lo Espejo.
Se presentó a la reelección en las Elecciones municipales de 2021 como candidato independiente. Resultó quinto con el 10,18% de los votos, perdiendo la elección frente a la candidata del Partido Comunista: Javiera Reyes Jara, quien resultó electa con el 23,45% de los votos.

## Historial electoral

### Elecciones municipales de 2012
- Elecciones municipales de 2012, para la alcaldía de Lo Espejo[15]

| Candidato                          | Pacto                          | Partido | Votos  | %     | Resultado |
| ---------------------------------- | ------------------------------ | ------- | ------ | ----- | --------- |
| Miguel Bruna Silva                 | Por un Chile Justo             | PPD     | 14 969 | 52,32 | Alcalde   |
| Rodrigo González Cerón             | Coalición                      | UDI     | 5231   | 18,28 |           |
| Andrés García de la Huerta Vivarez | Mas Humanos                    | Ind.    | 2327   | 8,13  |           |
| Raúl Arroyo Huenchual              | Igualdad para Chile            | Ind     | 2031   | 7,10  |           |
| Juan Zambrano Duarte               | El Cambio por Ti               | PRO     | 2028   | 7,09  |           |
| Juan Droguett González             | Regionalistas e Independientes | PRI     | 2027   | 7,08  |           |

### Elecciones municipales de 2016
- Elecciones municipales de 2016, para la alcaldía de Lo Espejo[16]

| Candidato                 | Pacto                           | Partido | Votos  | %     | Resultado |
| ------------------------- | ------------------------------- | ------- | ------ | ----- | --------- |
| Miguel Bruna Silva        | Nueva Mayoría                   | PPD     | 10 128 | 48,35 | Alcalde   |
| Carlos Inostroza Ojeda    | Independientes (Fuera de pacto) | Ind.    | 4737   | 22,61 |           |
| Elizabeth Henríquez Leiva | Yo Marco por el Cambio          | Ind.    | 4197   | 20,04 |           |
| Gabriel Orellana Cisterna | Chile Vamos                     | UDI     | 1886   | 9,00  |           |

### Elecciones municipales de 2021
- Elecciones municipales de 2021 para la alcaldía de Lo Espejo[17]

| Candidato             | Pacto                         | Partido | Votos | %     | Resultado |
| --------------------- | ----------------------------- | ------- | ----- | ----- | --------- |
| Javiera Reyes Jara    | Chile Digno, Verde y Soberano | PCCh    | 8531  | 23,43 | Alcaldesa |
| José Silva Díaz       | Independiente                 | Ind.    | 5062  | 13,90 |           |
| Osman Yeomans Jiménez | Frente Amplio                 | CS      | 4723  | 12,97 |           |
| Juan Zambrano Duarte  | Independiente                 | Ind.    | 4.677 | 12,85 |           |
| Miguel Bruna Silva    | Independiente                 | Ind.    | 3716  | 10,21 |           |
| Carlos Gardel Berríos | Unidos por la Dignidad        | PDC     | 3104  | 8,53  |           |
| Paula Cancino Cancino | Dignidad Ahora                | PI      | 2794  | 7,67  |           |
| Luis Serey Provoste   | Chile Vamos                   | RN      | 2121  | 5,83  |           |
| Pedro Mallea Vergara  | Independiente                 | Ind.    | 1328  | 3,65  |           |
| Manuel Molina Tapia   | Unión Patriótica              | UPA     | 349   | 0,96  |           |